# Heavenwood
Heavenwood — португальская метал-группа, образованная в 1996 году. На заре своей карьеры в 90-х группа делила одну сцену с такими именитыми командами, как In Flames, Atrocity, Theatre of Tragedy и Lake of Tears.

## История группы
Своим дебютным альбомом Diva («Дива»), вышедшим в 1996 году, Heavenwood зарекомендовали себя как мощную силу португальского метала, что показательно выражают прекрасные продажи этой пластинки. Их мелодичная, плотная и эмоциональная музыка нашла отклик во всей Европе. Отзывы в журналах на всей её территории создали команде огромную популярность в родной Португалии. В Японии их успех тоже не остался незамеченным.
После успеха дебютного релиза группа дважды объехала Европу с концертами, сначала в конце 1996 года с Atrocity и In Flames и с Theatre Of Tragedy и Lake Of Tears весной 1997 года. Благодаря второму турне Heavenwood также заявили о себе и на растущей готик-метал-сцене.
Второй альбом Swallow («Глотание») был огромным шагом вперёд в музыкальном, личном и композиторском плане. Группа снова записывалась в Commusication Studio с продюсером Gerhard Magin, но звучание и песни команды значительно изменились. Охват материала стал значительно шире, чем на дебютной работе, что заметно по появлению Кая Хансена из Gamma Ray (приглашённый вокалист в песнях «Luna» и «Downcast») и Лив Кристин из Theatre of Tragedy (приглашённая вокалистка в «Downcast»). Этой работой музыканты открыли себя для поклонников самой разной музыки, зарекомендовав себя великолепной гитарной мелодикой и эмоциональными песнями.
Во время рекординг-сессий материала Swallow на замену покинувшему группу ритм-гитаристу Mário Rui Lemos был приглашен Miguel Vaquero (ex-WEB).
В сентябре 2008 года группа выпустила третий студийный альбом под названием Redemption («Искупление»). На этом диске в качестве гостя был задействован фронтмен Ocean of Sadness Tijs Vanneste.
В 2010 году группа анонсировала выход четвертого студийного альбома, получившего название Abyss Masterpiece («Пропавший шедевр»), выход которого состоялся 14 марта 2011 года на лейбле Listenable Records.
22 февраля 2016 год на лейбле Raising Legends Records вышел пятый альбом группы The Tarot of the Bohemians: Part 1 («Богемское Таро: Часть 1»).

## Участники группы

### Нынешний состав
- Ernesto Guerra — вокал (с 1996 г.)
- Ricardo Dias — гитара, вокал (с 1996 г.)
- Vitor Carvalho — гитара (с 2013 г.)
- André Matos — бас-гитара (с 2015 г.)
- Eduardo Sinatra — ударные (с 2015 г.)

### Бывшие участники
- Bruno Silva — бас-гитара (1996—2003), гитара (2003—2013 гг.)
- Mário Rui Lemos — гитара
- Miguel Vaquero — гитара
- Fitti Romão — бас-гитара (2003—2005 гг.)
- Joao Soares — клавишные (1996—2005 гг.)
- Jose Barbosa — ударные (1996—1997 гг.)
- Dave Jr. — ударные (1998—2005 гг.)
- Luiz Ferreira — ударные (2007—2008 гг.)
- Daniel Cardoso — ударные (сессионно в 2008, 2011 гг.; 2015 г.)
- Franky Costanza — ударные (сессионно в 2015 г.)

## Дискография

### Альбомы
- Diva (1996)
- Swallow (1998)
- Redemption (2008)
- Abyss Masterpiece (2011)
- The Tarot of the Bohemians: Part 1 (2016)

### Синглы
- Heartquake / Downcast (1998)
- The Juggler (2014)